# Knowsley Hall
Knowsley Hall es una casa solariega cerca de la ciudad Liverpool, en el condado Merseyside, Inglaterra. La propiedad está rodeada por 2500 acres (10 km²) de parques, incluido el Knowsley Safari Park. Aunque pertenece a la familia Stanley, los condes de Derby, ya no es una casa familiar, sino que está reservado para eventos. Desde 1953 está clasificado como Grado II*.

## Historia
Originalmente Knowsley era un pabellón de caza. Una lechería —que luego fue demolida— fue diseñada por Robert Adam durante 1776-77. Se le agregó crestería al estilo gótico y se extendió aún más alrededor de 1820, diseñados por John Foster, William Burn (quien proporcionó un cobertizo para los botes y puentes en el parque) y otros arquitectos.  A principio del siglo XX fue «ordenado» por William Henry para el 17º conde. Después de la Segunda Guerra fue deshabitada por la familia. Una residencia familiar más pequeña, pero aún sustancial, fue construida en el parque.

## Arquitectura

### Externo

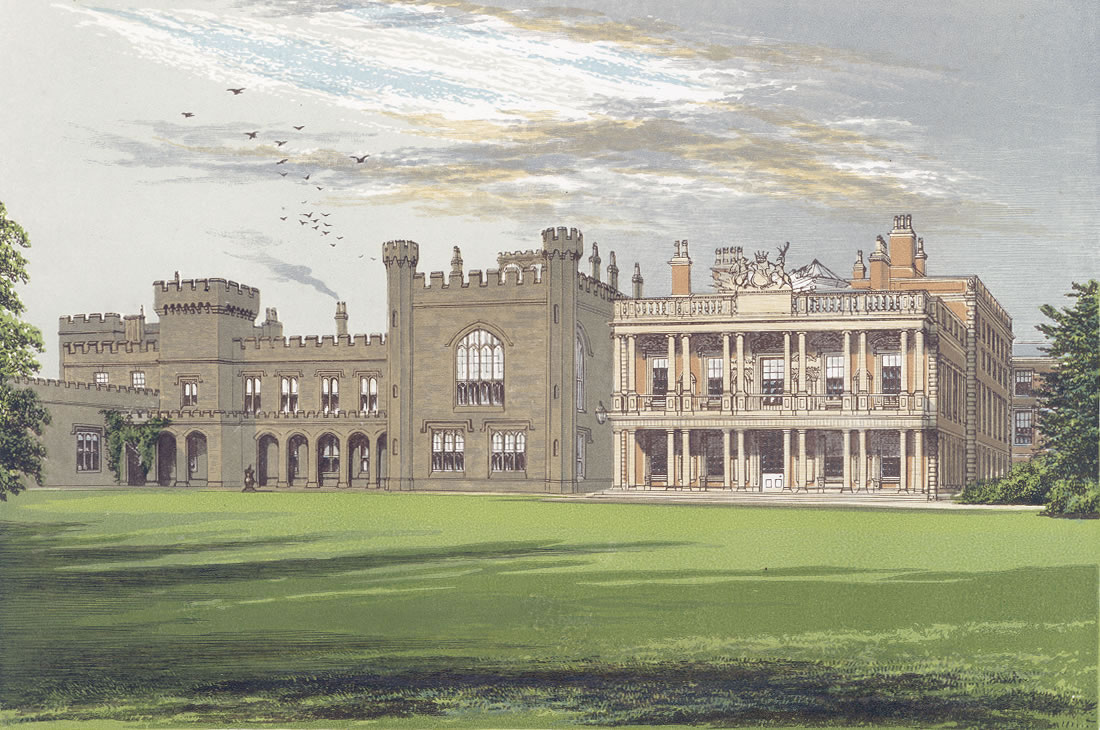
La fachada sur muestra el ala sur gótica a la izquierda y la logia al final del ala este a la derecha. (c. 1880)

Consta de un ala larga que corre de norte a sur que data originalmente de la década de 1720 a 1737 (el ala este) y en ángulo recto al oeste se encuentra el ala sur, que data de alrededor de 1495. En el extremo oeste de esta ala hay una estructura separada, la torre Dynamo. El ala este es de estilo georgiano, construida en ladrillo rojo con detalles de piedra. El ala sur y la torre Dynamo están construidas en piedra arenisca roja de sillar. La parte más antigua del ala sur se conoce como Royal Lodging. En su lado norte, frente al patio, hay dos torretas redondas con techos cónicos. Ese frente tiene nueve crujías con ventanas de hoja altas que se dividen en grupos de tres por las torres.
El lado oeste del ala este, que da al patio, tiene un total de diecinueve bahías, con siete bahías en una sección central y seis bahías a cada lado. Consta de dos pisos sobre un sótano con un piso ático sobre la sección central. Sobre la sección central hay un frontón en la cima del cual hay una escultura del águila y el niño (el emblema de Stanley). La cara este del ala este es particularmente larga. En el extremo norte hay cuatro bahías en dos pisos; el centro es de nueve bahías en 2 1⁄2 pisos; y en el extremo sur hay dieciséis bahías, también en 2 1⁄2 pisos, pero un piso más abajo porque la tierra cae hacia el sur. En el extremo sur del ala este hay una logia de piedra de dos pisos y cinco bahías con columnas dóricas pareadas en el piso inferior y columnas jónicas estriadas pareadas arriba. El ala este luego salta hacia atrás con seis bahías orientadas al oeste hasta que se une al ala sur.

### Interior
La entrada está revestido en roble tallado y tiene colgado pinturas de principios del siglo XVIII de la casa y el parque. La Grand Staircase tiene una colección de pinturas al óleo sobre cuero. La habitación de la mañana es un dormitorio familiar luminosa con vistas a los jardines y al parque. La sala de desayunos tiene paneles de color azul pálido con pinturas, una de las cuales es un retrato de Carlota de La Trémoille, esposa del 7º conde. La habitación Walnut Drawing contiene una serie de retratos, incluida una de las segundas esposas del 12º conde, la actriz británica Elizabeth Farren. La biblioteca contiene una colección de libros sobre historia natural reunidos por el 13º conde. La sala de estuco, decorada en estilo rococó, fue creada en el siglo dieciocho para vincular el alojamiento real con el resto de la casa que es ahora un salón de baile con un piso suspendido. El comedor tiene retratos de los miembros de la familia. La habitación fue diseñada por Foster, para parecerse a un gran salón con puertas de 30 pies (9 m) de altura y contiene dos chimeneas góticas y una lámpara de araña ormolú. Fue reelaborado en 1890, añadiendo un ventanal, un dado tallado y un techo formado por una gran linterna rectangular apoyada en ménsulas que está acristalada alrededor de sus lados.  La sala ahora mide 53 por 37 pies (16 por 11 m) y tiene 50 pies (15 m) de altura.

## Alrededores

El Knowsley Safari Park

Esto consiste en un área de aproximadamente 2500 acres (10 km²) rodeada por un muro de piedra 9 1⁄2 millas (15 km) de largo. Ha sido registrado por la organización English Heritage y catalogado como Grado II*. El parque fue ajardinado en la década de 1770 por Lancelot Brown, quien inundó un lago de 62 acres (25 ha) para alimentar los jardines acuáticos alrededor de la casa. La sección sureste del parque se convirtió en un parque safari en 1971. Al este y noreste de la propiedad hay una cadena de lagos, la represa White Man's y los estanques Octagon y Home. El Octagon fue construido cómo una casa de verano en 1755 y diseñado por Robert Adam.
El parque contiene una serie de edificios. Estos incluyen la nueva casa que fue construida para el 18º conde y su familia, por Phillimore en 1963 al estilo neogeorgiano, los establos al norte de la propiedad fueron diseñados por William Burn en la década de 1840, el cobertizo para los botes en 1837, también por Burn, el Nest, Home Farm y varias galerías.

## Usos
El Knowsley Safari Park es una atracción turística, también la casa y sus terrenos se utilizan para una serie de propósitos. La propiedad se puede reservar para conferencias y eventos corporativos, y para eventos privados. Los acontecimiento que se llevan a cabo en los terrenos es para recaudar dinero para organizaciones benéficas.